# Gregory H. Johnson
Gregory H. Johnson, född 12 maj 1962, är en amerikansk astronaut uttagen i astronautgrupp 17 den 4 juni 1998.

## Rymdfärder
- Endeavour - STS-123
- Endeavour - STS-134